# Andreas Kühberger

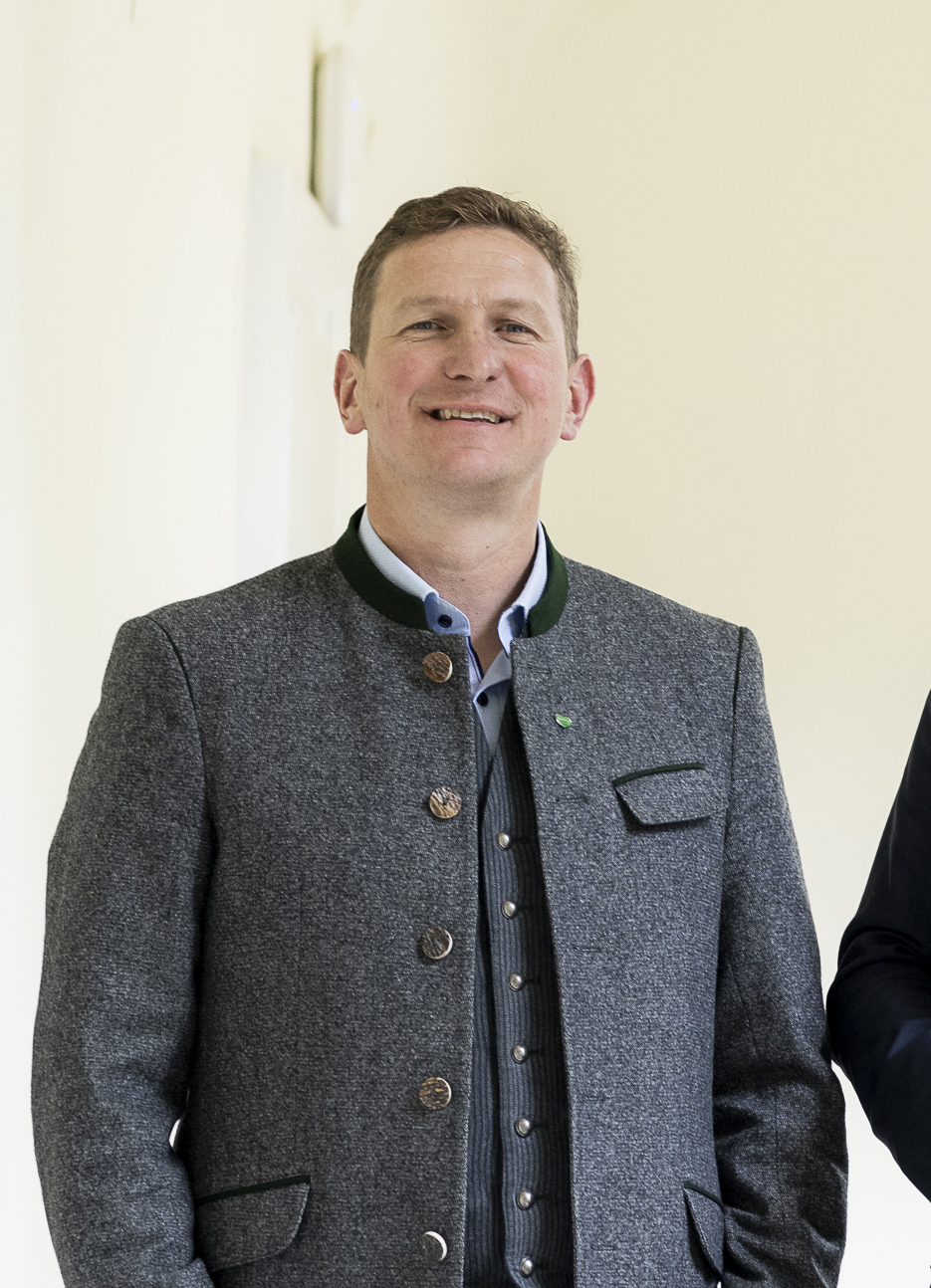
Andres Kühberger im Juni 2022

Andreas Kühberger (* 24. April 1974 in Leoben, Steiermark) ist ein österreichischer Politiker der Österreichischen Volkspartei (ÖVP). Seit 2010 ist er Bürgermeister der Marktgemeinde Mautern in Steiermark. Er wurde am 9. November 2017 als Abgeordneter zum Nationalrat angelobt.

## Leben

### Ausbildung und Beruf
Andreas Kühberger besuchte nach der Volks- und Hauptschule in Mautern in Steiermark von 1988 bis 1992 die Landwirtschaftliche Fachschule Grabnerhof in Hall bei Admont. Parallel dazu absolvierte er eine Lehre zum Kellner. 1993 leistet er den Präsenzdienst ab, 1995 absolvierte er den Fachpraktischen Lehrgang für Fremdenverkehr und legte die Ausbilderprüfung für Lehrlinge und die Konzessionsprüfung für das Gastgewerbe ab. Anschließend war er unter anderem als Kaufmännischer Angestellter im Kfz-Handel tätig, seit 2006 ist er Landwirt. Mit seiner Frau hat er sechs gemeinsame Kinder. 2021 folgte er Karl Lackner als Landesjägermeister-Stellvertreter nach.

### Politik
Ab 2004 gehörte er dem Gemeinderat in Mautern in Steiermark, von 2005 bis 2010 war er Ortsparteiobmann-Stellvertreter der dortigen ÖVP, 2010 wurde er zum Bürgermeister gewählt. Seit 2015 ist er Bezirksparteiobmann der ÖVP im Bezirk Leoben und gehört er dem Landesparteivorstand der ÖVP Steiermark an. Bei den Nationalratswahlen 2017 und 2019 kandidierte er als ÖVP-Spitzenkandidat für den Regionalwahlkreis Obersteiermark.